# コリンナ

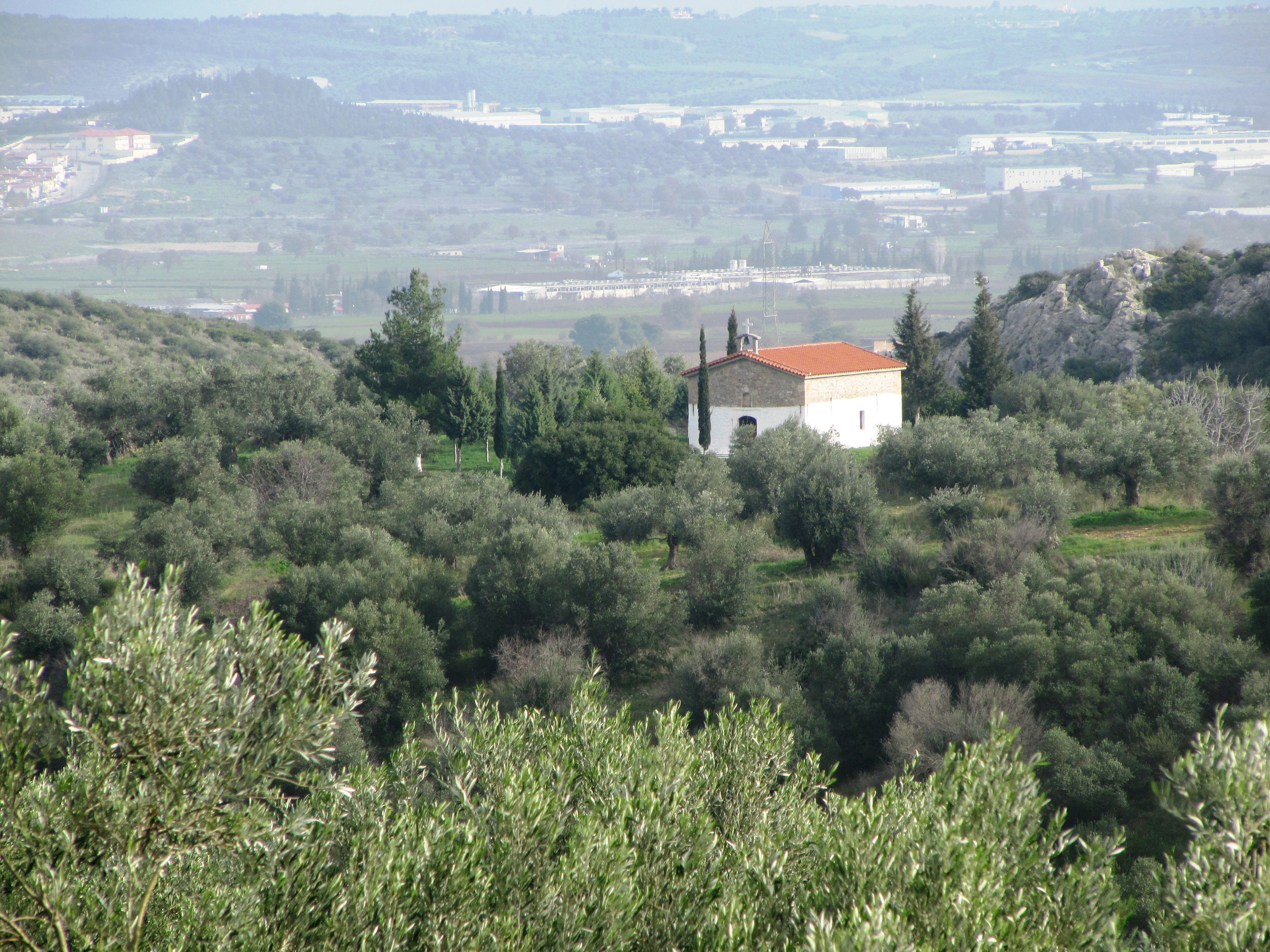
タナグラ。ボイオティア地方東南部に位置する同地は神話的なアソポス川が流れ、古くはカドモスとともに移住したフェニキア人の伝説が残る。神話によるとテーバイ市の名はアソポスの娘に由来する。

コリンナ（古代ギリシャ語: Κόριννα, ラテン文字転写: Korinna, Corinna）は、古代ギリシアのボイオティア地方のタナグラ出身の抒情詩人である。古代ギリシアを代表する抒情詩人の1人であり、サッポーに次いで最も有名な女流詩人とされる。
古代の証言はコリンナを詩人ピンダロス（紀元前522年から443年）の同時代人としているが、現代のすべての研究者がこの伝承を受け入れているわけではなく、紀元前323年から31年のヘレニズム時代に生きた可能性が高いと主張する研究者もいる。彼女の詩は断片的にしか現存しないが、地元のボイオティア地方の伝説に焦点を当ており、男性中心の古代ギリシアにおいて保存された数少ない女性詩人の作品として注目されている。

## 生涯
コリンナは『スーダ』によれば、ボイオティア地方の都市タナグラに住む父アケロオドロスと母プロクラティアの娘として生まれた。古代の伝承は彼女が前5世紀頃の人で、ピンダロスの同時代人としてるが、ピンダロスの師であったとも、あるいはピンダロスとともにアンテドンのミルティスの弟子であったとも言われる。またコリンナは音楽競技でピンダロスと競ったと言われており、パウサニアスは少なくとも1回はピンダロスに勝利したと主張し、アイリアノスや『スーダ』は5回勝利したと主張している。

### 年代
20世紀初頭以来、コリンナの伝説がどの年代のものであるのかについて学者の意見は大きく分かれている。これは主に現存するテキストが抱える問題に起因している。現存するテキストは紀元前200年頃を中心に用いられた正書法で記されており、前5世紀頃に生きたとする伝説と大きな開きがある。早くも1930年、エドガー・ローベルは現存するコリンナの詩で使用されている言語は伝承よりも後の年代を支持しており、また『ベルリン・パピルス』に保存されているコリンナの詩の正書法が使用され始めた前4世紀半ばより以前にコリンナが生きていたとする根拠はないと主張した。最近ではマーティン・リッチフィールド・ウエストがコリンナの年代を前3世紀後半とすることを論じており、ヘンダーソン（W. J. Henderson）はウェストの非常に遅い年代と伝説に見られる早い年代との中間を支持している。またキャンベル（David A. Campbell）は彼女の詩が「ほぼ確実」に前3世紀のものであると判断している。これに対してアーチボルド・アレン（Archibald Allen）やジリ・フレル（Jiri Frel）などの他の学者は伝説的な年代が正確であることを主張した。彼らによれば現存するテキストは後代の正書法によって転写されたものであり、ウエストが主張したヘレニズム時代のコリンナを「驚くべき」ものだとしている。推定年代のうち最も遅いものとしては、護教家タティアノス『ギリシア人に対する演説』（Oratio ad Graecos）中の、古代の彫刻家シラニオンが制作したコリンナの彫刻（紀元前325年頃）の報告にもとづく年代があるが、これは信憑性に欠ける。このようにコリンナの年代を正確に位置づけることができないことは古代ギリシア文学史における謎の1つとなっている。

### 作品
『スーダ』の短い解説によるとコリンナは本5巻とエピグラム、抒情詩を書いたが、現在ではわずかな断片が残っているに過ぎない。本5巻のタイトルはパピルスの断片によると『ウェロイア』（Weroia）であった。この書名はアントニヌス・リベラリスの『変身物語集』第25話（メティオケとメニッペ）の冒頭の注記でも触れられている。注記はコリンナが『ウェロイア』1巻でメティオケとメニッペの物語を記したと述べている。また断片から「ボイオトス」（Boiōtos）、「エウオニュモスの娘たち」（Euōnymie）、「イオラオス」（Iolāos）といったいくつかの詩のタイトルも判明している。断片として残っている詩のうちでは舞踊と合唱のムーサである「テルプシコラ」への祈りを含むものと、「アソポスの娘たち」および「ヘリコン山とキタイロンの競争」について歌ったものが有名。

## スタイル

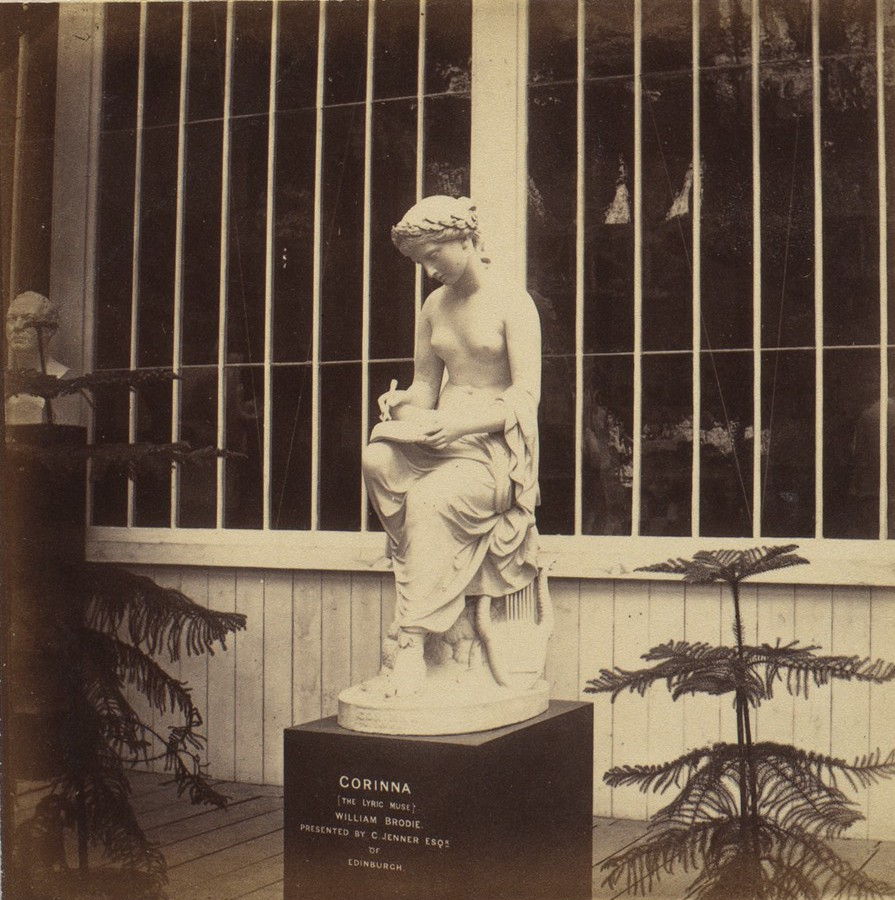
ウィリアム・ブロディの1859年頃の作品『コリンナ 抒情詩のミューズ』。メトロポリタン美術館所蔵。

コリンナは彼女の詩の断片の1つであるテルプシコラへの祈りが証明しているように、ピンダロスと同様に合唱抒情詩を書いた。彼女はボイオティア方言で書いたが、彼女の言語は形態と言葉の選択の両方で叙事詩の言語と類似している。コリンナがピンダロスの同時代人だった場合、文学言語としてのこの地方語の使用は古風なものであり、アルクマンとステシコロスの作品と並行しているが、ピンダロスとバッキュリデスはどちらもドーリス方言で書いている。一方、彼女がヘレニズム時代の近くに位置する場合、テオクリトスの詩と類似点が見られる。
コリンナの詩は42の断片が現存しているが、完全な詩は知られていない。最も重要な3つの断片はエジプトのヘルモポリスとオクシュリュンコスで発見されたパピルスの断片に保存されており、紀元2世紀まで遡る。短い断片の多くはコリンナのボイオティア方言に興味を持った文法学者による引用で生き残っている。コリンナは明快でシンプルな飾らない言語を使い、シンプルな韻律を構想する傾向にある。また難解な言葉の使用よりも語りを重視しており、ピンダロスの厳格な語調とは対照的に、彼女の場合はしばしば皮肉を効かせたりあるいはユーモラスである。
コリンナはしばしば神話的伝承に手を加えた。ディレク・コリンズ（Derek Collins）は「コリンナの詩の最も際立った特徴は神話の刷新にある」と書いている。ある古代の物語によるとコリンナは神話が詩にふさわしい主題と見なし、それに十分に注意を払っていないピンダロスを批判した。ピンダロスは続いて歌った詩の中に神話に満ちた句を詰めこむことでコリンナの批判に答えたが、コリンナは笑って「袋ではなく手で種をまくように」と助言した。
コリンナの詩はオリオン、オイディプス、テーバイ攻めの七将に関する詩とともに、地元のボイオティア地方の伝説に焦点を当てている。したがって彼女がオレステスを歌ったことはおそらく例外である。
コリンナの最も重要な断片の2つ「アソポスの娘たち」と「テルプシコラ」の詩は系譜学に強い関心を示している。彼女の系譜学へのこだわりはヘシオドスの『名婦列伝』を思わせる。3番目の重要な「ヘリコン山とキタイロンの競争」を歌った断片も、この神話の顛末を書いたヘシオドスの影響を受けたらしい。
コリンナの詩が演じられた状況は不確かであり、多くの学術的議論の対象となっている。少なくとも彼女の詩のいくつかはおそらく男女混合の聴衆のために演じられたが、いくつかは特に女性の聴衆のために意図された可能性がある。マリリン・スキナー（Marylin Skinner）はコリンナの歌は宗教的な祭典で若い女子の合唱演奏のために作曲されたものであり、乙女歌（Partheneia, パルテネイア）という古代のジャンルとの関連性を示唆している。詩は彼女の詩に登場する宗教的祭典で演奏された可能性がある。提案された舞台には、ウエストによって示唆されたテスピアイのムーサイ祭や、ガブリエラ・ブルザッキーニ（Gabriele Burzacchini）によって示唆されたプラタイアのヘラ女神の祭典であるダイダラ祭が含まれている。

## 評価

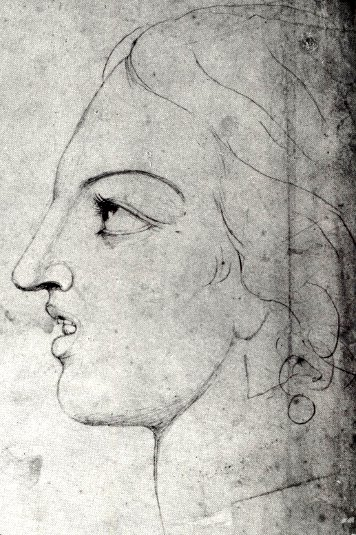
ウィリアム・ブレイクが描いたコリンナ。

コリンナが古代世界で人気のある女流詩人であったことは疑いない。コリンナは故郷のタナグラの人々から高く評価されていたらしく、パウサニアスはタナグラ市内の通りに彼女の記念碑（おそらく彫像）があり、ギュムナシオンには彼女の絵があったことを報告している。上記のようにタティアノスは彫刻家シラニオンがコリンナの彫刻を制作したことを『ギリシア人に対する演説』で報告した。初期ローマ帝国でもコリンナの詩は人気があった。最初の言及は前1世紀頃の詩人テッサロニカのアンティパトロスによるもので、彼は9人の「死すべきミューズ」を選定し、最後に10人目としてコリンナを加えた。セクストゥス・プロペルティウスとスタティウスもコリンナを称賛し、ギリシア出身の博識な著述家アレクサンドロス・ポリュヒストルは彼女の作品について解説を書いた。
しかしながら、現代の批評家はコリンナの詩をつまらないものと見なして、却下する傾向にある。アタナシオス・ベルガドス（Athanassios Vergados）は現代の批評家の間でコリンナの評判が芳しくないのは地元のボイオティア地方の伝説への関心に原因があり、そしてそれは彼女が田舎者であり、ゆえに二流であるという評判を与えたとした。
コリンナの詩は批評家からはあまり評価されていないが、古代ギリシアの女性の詩の数少ない現存する例の一つとして、フェミニストの文学史家にとって興味深いものである。スキナーはコリンナの詩は古代ギリシアの「女性の詩」の伝統の一部であると主張しているが、サッポーのジャンルの概念とは大きく異なる。スキナーはそれが女性によって書かれたものではあるが、しかし家長父的視点から物語を語り、男性的な視点から女性の人生を描写したと考えている。